# Ambarawa
Ambarawa este un oraș din Indonezia. Reprezintă un important nod feroviar.